# Serie A2 1987-1988 (rugby a 15)
La serie A2 1987-88 fu il 54º campionato di seconda divisione di rugby a 15 in Italia, il secondo noto con la denominazione di A2.
Si tenne dal 13 settembre 1987 all’8 maggio 1988 tra 12 squadre a girone unico e fu vinto dal Calvisano davanti al Noceto; le due squadre furono promosse in serie A1 per la stagione successiva.
Fu, quella, la prima edizione in cui le squadre vincitrici poterono avere l'opportunità di accedere ai playoff scudetto della serie A1, come avversarie delle prime due classificate della serie superiore.
A retrocedere in serie B furono le ultime due classificate, Frascati e Paese.

## Squadre partecipanti
| Club            | Sponsor | Città     | Impianto interno   |
| --------------- | ------- | --------- | ------------------ |
| Belluno         |         | Belluno   | Safforze           |
| Benevento       |         | Benevento | Stadio Pacevecchia |
| Calvisano       |         | Calvisano | Stadio San Michele |
| Frascati        |         | Frascati  | Stadio di Cocciano |
| Livorno         |         | Livorno   | Stadio Montano     |
| Mirano          |         | Mirano    | Stadio di Rugby    |
| Noceto          |         | Noceto    | Stadio Nando Capra |
| Paese           |         | Paese     | Stadio Visentin    |
| Rugby Roma      |         | Roma      | Stadio Tre Fontane |
| Tarvisium       |         | Treviso   | Campo San Paolo    |
| Tre Pini Padova |         | Padova    | Stadio Tre Pini    |
| Viadana         |         | Viadana   | Stadio Zaffanella  |

## Formula
Le 12 squadre si affrontarono con la formula del girone unico in gare d'andata e ritorno.
Le prime due classificate accedettero direttamente alla serie A1 della stagione successiva nonché ai play-off scudetto della stagione in corso ai due posti più bassi del RD1-seeding.
Le ultime due in classifica retrocedettero nella serie B della stagione successiva.
Le squadre dal terzo al sesto posto affrontarono i play-off contro le quattro peggiori non retrocesse della serie A1 al meglio delle tre gare al fine di mantenere la propria categoria o salire in quella superiore.

## Stagione regolare

### Risultati
|       | 1ª/12ª giornata       |       |
| ----- | --------------------- | ----- |
| 16-12 | Frascati - Tre Pini   | 9-10  |
| 12-16 | Paese - Noceto        | 3-6   |
| 21-15 | Calvisano - Belluno   | 19-7  |
| 16-13 | Mirano - Benevento    | 13-10 |
| 18-18 | Rugby Roma - Livorno  | 10-12 |
| 29-6  | Tarvisium - Viadana   | 12-18 |
|       |                       |       |
|       | 4ª/15ª giornata       |       |
| 7-6   | Mirano - Frascati     | 10-10 |
| 12-18 | Benevento - Calvisano | 4-23  |
| 11-24 | Livorno - Tarvisium   | 18-13 |
| 10-3  | Tre Pini - Paese      | 12-18 |
| 28-9  | Noceto - Rugby Roma   | 10-18 |
| 21-4  | Belluno - Viadana     | 9-13  |
|       |                       |       |
|       | 7ª/18ª giornata       |       |
| 18-3  | Calvisano - Frascati  | 19-20 |
| 30-17 | Tarvisium - Benevento | 3-7   |
| 9-12  | Viadana - Mirano      | 3-28  |
| 12-15 | Belluno - Livorno     | 18-11 |
| 9-19  | Paese - Rugby Roma    | 9-22  |
| 27-7  | Noceto - Tre Pini     | 26-3  |
|       |                       |       |
|       | 10ª/21ª giornata      |       |
| 19-23 | Frascati - Noceto     | 10-19 |
| 13-13 | Paese - Tarvisium     | 8-12  |
| 9-7   | Calvisano - Viadana   | 14-15 |
| 22-4  | Mirano - Livorno      | 6-23  |
| 9-18  | Rugby Roma - Belluno  | 19-15 |
| 22-15 | Benevento - Tre Pini  | 7-12  |

|       | 2ª/13ª giornata        |       |
| ----- | ---------------------- | ----- |
| 12-24 | Viadana - Paese        | 22-9  |
| 25-7  | Belluno - Frascati     | 12-12 |
| 11-9  | Tre Pini - Mirano      | 12-15 |
| 16-12 | Noceto - Tarvisium     | 19-12 |
| 20-15 | Benevento - Rugby Roma | 7-7   |
| 15-29 | Livorno - Calvisano    | 6-28  |
|       |                        |       |
|       | 5ª/16ª giornata        |       |
| 15-9  | Viadana - Livorno      | 16-19 |
| 6-0   | Belluno - Noceto       | 0-23  |
| 3-6   | Tarvisium - Tre Pini   | 6-10  |
| 3-9   | Paese - Benevento      | 18-25 |
| 20-0  | Calvisano - Mirano     | 22-15 |
| 9-9   | Rugby Roma - Frascati  | 20-11 |
|       |                        |       |
|       | 8ª/19ª giornata        |       |
| 16-25 | Rugby Roma - Tarvisium | 7-21  |
| 15-27 | Benevento - Noceto     | 10-28 |
| 15-24 | Frascati - Viadana     | 19-0  |
| 8-12  | Tre Pini - Livorno     | 6-12  |
| 24-9  | Calvisano - Paese      | 22-9  |
| 22-15 | Mirano - Belluno       | 10-21 |
|       |                        |       |
|       | 11ª/22ª giornata       |       |
| 20-14 | Viadana - Benevento    | 14-46 |
| 15-15 | Belluno - Paese        | 22-16 |
| 6-15  | Tre Pini - Rugby Roma  | 14-12 |
| 3-16  | Noceto - Calvisano     | 0-34  |
| 4-6   | Livorno - Frascati     | 0-16  |
| 19-9  | Tarvisium - Mirano     | 13-9  |

|       | 3ª/14ª giornata        |       |
| ----- | ---------------------- | ----- |
| 31-3  | Calvisano - Tre Pini   | 0-18  |
| 30-3  | Rugby Roma - Mirano    | 12-19 |
| 10-17 | Paese - Livorno        | 12-6  |
| 8-27  | Viadana - Noceto       | 12-12 |
| 21-22 | Tarvisium - Belluno    | 21-18 |
| 15-15 | Frascati - Benevento   | 3-12  |
|       |                        |       |
|       | 6ª/17ª giornata        |       |
| 34-12 | Benevento - Belluno    | 28-9  |
| 12-8  | Livorno - Noceto       | 18-21 |
| 17-12 | Mirano - Paese         | 6-9   |
| 12-31 | Rugby Roma - Calvisano | 10-23 |
| 16-9  | Frascati - Tarvisium   | 6-21  |
| 3-3   | Tre Pini - Viadana     | 3-15  |
|       |                        |       |
|       | 9ª/20ª giornata        |       |
| 7-13  | Livorno - Benevento    | 22-25 |
| 18-23 | Tarvisium - Calvisano  | 19-13 |
| 16-12 | Paese - Frascati       | 3-20  |
| 18-6  | Noceto - Mirano        | 9-16  |
| 21-12 | Viadana - Rugby Roma   | 3-23  |
| 24-15 | Belluno - Tre Pini     | 3-24  |

### Classifica
|  |     | Squadra         | G  | V  | N | P  | PF  | PS  | P±   | B | Pen | Pt |
|  | --- | --------------- | -- | -- | - | -- | --- | --- | ---- | - | --- | -- |
|  | 1.  | Calvisano       | 22 | 18 | 0 | 4  | 457 | 220 | 237  | 0 | 0   | 36 |
|  | 2.  | Noceto          | 22 | 15 | 1 | 6  | 366 | 258 | 108  | 0 | 0   | 31 |
|  | 3.  | Benevento       | 22 | 11 | 2 | 9  | 365 | 330 | 35   | 0 | 0   | 24 |
|  | 4.  | Tarvisium       | 22 | 11 | 1 | 10 | 356 | 288 | 68   | 0 | 0   | 23 |
|  | 5.  | Mirano          | 22 | 11 | 1 | 10 | 270 | 301 | −31  | 0 | 0   | 23 |
|  | 6.  | Viadana         | 22 | 9  | 2 | 11 | 260 | 369 | −109 | 0 | 0   | 20 |
|  | 7.  | Rugby Roma      | 22 | 8  | 3 | 11 | 324 | 332 | −8   | 0 | 0   | 19 |
|  | 8.  | Belluno         | 22 | 9  | 2 | 11 | 319 | 359 | −40  | 0 | 1   | 19 |
|  | 9.  | Livorno         | 22 | 9  | 1 | 12 | 271 | 336 | −65  | 0 | 0   | 19 |
|  | 10. | Tre Pini Padova | 22 | 9  | 1 | 12 | 220 | 288 | −68  | 0 | 0   | 19 |
|  | 11. | Frascati        | 22 | 7  | 4 | 11 | 260 | 288 | −28  | 0 | 0   | 18 |
|  | 12. | Paese           | 19 | 5  | 2 | 12 | 240 | 339 | −99  | 0 | 0   | 12 |

## Play-offA1/A2
|  | Play-off |           |          |    |    |  |
|  |          |           |          |    |    |  |
|  | A1/7     | San Donà  | San Donà | 28 | 33 |  |
|  | A2/6     | Viadana   | Viadana  | 16 | 6  |  |
|  | A1/8     | Lyons     | Lyons    | 16 | 34 |  |
|  | A2/5     | Mirano    | Mirano   | 9  | 10 |  |
|  | A1/9     | CUS Roma  | 26       | 7  | 11 |  |
|  | A2/4     | Tarvisium | 18       | 20 | 9  |  |
|  | A1/10    | Casale    | 29       | 13 | 28 |  |
|  | A2/3     | Benevento | 4        | 15 | 10 |  |

## Verdetti
- Calvisano e Noceto: ammesse ai playoff scudetto serie A1 1987-88
- Calvisano e Noceto: promosse direttamente in serie A1 1988-89
- Frascati e Paese: retrocesse in serie B 1988-89